# Sniper Elite V2
Sniper Elite V2 is een tactical shooter/third-person shooter, ontwikkeld door Rebellion Developments en uitgegeven door de ontwikkelaar en 505 Games. Het spel kwam uit op 1 mei 2012 voor de PlayStation 3, Microsoft Windows en de Xbox 360, en op 24 mei 2013 voor Wii U. Op 14 mei 2019 werd een remaster uitgegeven voor Nintendo Switch, PlayStation 4, Windows en Xbox One.

## Plot
De protagonist is Karl Fairburne, een OSS-officier die in 1945 gedropt is in Berlijn, tijdens de laatste dagen van de Tweede Wereldoorlog. Het verwijst naar Operatie Paperclip en zijn voorganger Operatie Overcast, het plan door de VS om de wetenschappers van nazi-Duitsland te werven en voor zichzelf te gebruiken. Fairburne stuit op zowel de nazi's als Sovjets terwijl hij verscheidene wetenschappers opspoort.

## Platforms
| Jaar | Platform                         |
| ---- | -------------------------------- |
| 2012 | PlayStation 3, Windows, Xbox 360 |
| 2013 | Wii U                            |

## Ontvangst
| Beoordeeld door      | Platform      | Datum       | Score |
| -------------------- | ------------- | ----------- | ----- |
| PC Games (Duitsland) | Windows       | mei 2012    | 76%   |
| PS3Trophies          | PlayStation 3 | 20 mei 2012 | 75%   |
| Xbox360Achievements  | Xbox 360      | 8 mei 2012  | 75%   |
| Digital Chumps       | Wii U         | 4 juni 2013 | 72%   |
| Jeuxvideo.com        | Windows       | 21 mei 2012 | 70%   |
| IGN                  | Wii U         | 31 mei 2013 | 70%   |
| PC Gamer             | Windows       | 7 juni 2012 | 65%   |
| GameSpy              | Windows       | 6 mei 2012  | 60%   |
| Cheat Happens        | Windows       | 28 mei 2012 | 50%   |
| ZTGameDomain         | Wii U         | 7 juni 2013 | 50%   |